# Kosovska Kamenica
Pour les articles homonymes, voir Kamenica.
Kamenicë en albanais et Kosovska Kamenica en serbe latin {en serbe cyrillique : Косовска Каменица ; autre nom albanais : Dardana) est une ville et une commune/municipalité du Kosovo. Elles font partie du district de Gjilan/Gnjilane (MINUK) ou du district de Kosovo-Pomoravlje (Serbie). En 1991, la commune/municipalité comptait 51 272 habitants, dont une majorité d'Albanais. En 2009, la population de la commune/municipalité était estimée par l'OSCE à 63 000 habitants. Selon le recensement kosovar de 2011, la commune compte 35 600 habitants.

## Nom
D'autres villes ou localités, en Serbie centrale ou au Kosovo, portent le nom de Kamenica. La plus importante d'entre elles est Sremska Kamenica, située dans la province de Voïvodine.

## Localités

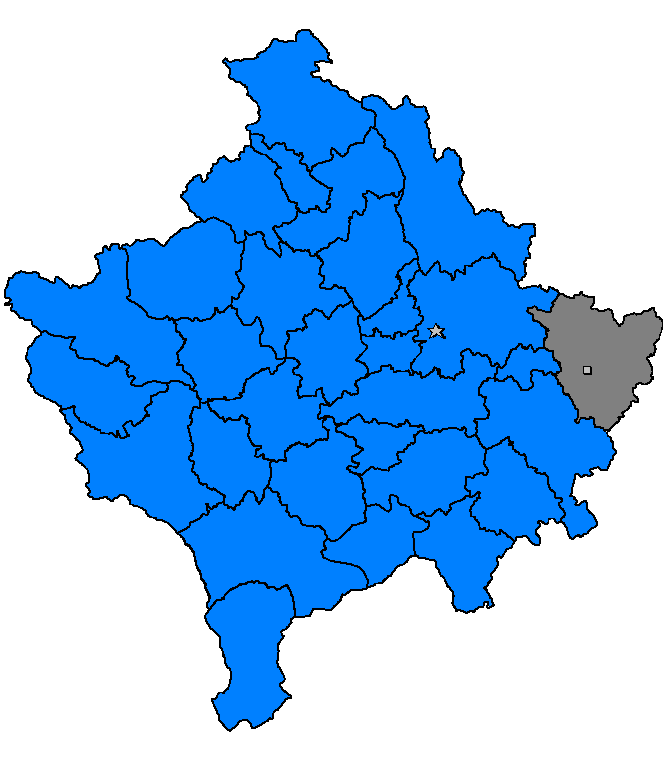
Localisation de la commune/municipalité de Kamenicë/Kosovska Kamenica au Kosovo

La commune/municipalité de Kamenicë/Kosovska Kamenica compte les localités suivantes :
| - Ajnovce/Hajnoc - Berivojcë/Berivojce - Bllatë/Blato - Boljevce/Bolec - Bosce/Boscë - Boževce/Bozhec - Bratilloc/Bratilovce - Bušince/Bushincë - Busovatë/Busovata - Carevce/Carec - Dajkoc/Dajkovce - Dazhnicë/Daždince - Desivojcë/Desivojce - Domorovce/Domoroc - Donje Korminjane/Kormnjan i Poshtëm - Drenovce/Drenoc - Feriqevë/Firićeja - Gjyrishec/Đuriševce - Glogovce/Gllogoc - Gmicë/Gmince - Gogolovce/Gogolloc - Gornje Korminjane/Kormnjan i Epërm - Gragjenik/Građenik - Grizimë/Grizime - Hodanoc/Odanovce | - Hogoshtë/Ogošte - Kamenicë/Kosovska Kamenica - Karaçevë e Epërme/Gornje Karačevo - Karaçevë e Poshtme/Donje Karačevo - Kololeč/Kolloleç - Kopernicë/Koprivnica - Koretin - Kostadince/Kostadincë - Kranidell/Krajnidel - Kremenatë/Kremenata - Krilevë/Kriljevo - Lajçiq/Ljajčić - Leshtar/Lještar - Lisockë/Lisocka - Malo Ropotovo/Ropotovë e Vogël - Maroc/Marovce - Mešina/Meshinë - Miganovce/Miganoc - Močare/Moçar - Muçivërc/Mučivrce - Novosellë/Novo Selo - Odevce/Hodec - Pančelo/Pançellë - Petroc/Petrovce - Poliçkë/Polička | - Qarrakoc/Čarakovce - Rahovicë/Oraovica - Rajanovce/Rajnoc - Ranilug/Ranillug - Rogaçicë/Rogačica - Ruboc/Robovac - Sedllar/Sedlare - Shahiq/Šaić - Shipashnicë e Epërme/Gornja Šipašnica - Shipashnicë e Poshtme/Donja Šipašnica - Strelicë/Strelica - Strezoc/Strezovce - Svircë/Svirce - Tërstenë/Trstena - Tirince/Tirincë - Tomance/Tomanc - Topanicë/Toponica - Tugjec/Tuđevce - Vaganesh/Vaganeš - Velegllavë e Epërme/Veljeglava - Velegllavë e Poshtme/(Ljajčić) - Veliko Ropotovo/Ropotovë e Madhe - Vriqec/Vrućevce - Zajçec/Zajčevce - Zhujë/Žuja |

## Démographie
| Ethnic Composition, Including IDPs                                              |          |       |        |       |      |      |        |
| Année/Population                                                                | Albanais | %     | Serbes | %     | Roms | %    | Total  |
| 1961                                                                            | 24 549   | 57,74 | 16 973 | 39,92 | 644  | 1,51 | 42 519 |
| 1971                                                                            | 29 268   | 62,94 | 16 550 | 35,59 | 474  | 1,02 | 46 505 |
| 1981                                                                            | 32 390   | 67,03 | 14 813 | 30,66 | 868  | 1,8  | 48 320 |
| 1991                                                                            | 37 632   | 73,4  | 12 930 | 25,2  | 573  | 1,1  | 51 272 |
| Août 2003                                                                       | 52 000   | 82,5  | 10 500 | 17,6  | 500  | 0,8  | 63 000 |
| Réf. : Recensements yougoslaves jusqu'en 1991 et estimation de l'OSCE pour 2003 |          |       |        |       |      |      |        |

En 2009, la population de la commune/municipalité était estimée à 63 000 habitants, dont 82 % étaient des Albanais et 17 % de Serbes du Kosovo ; la commune/municipalité compte également un petit nombre de Roms.

## Politique
L'assemblée de Kamenicë/Kosovska Kamenica compte 31 membres, qui, en 2007, se répartissaient de la manière suivante :
| Parti                                  | Sièges |
| -------------------------------------- | ------ |
| Parti démocratique du Kosovo (PDK)     | 9      |
| Alliance pour un nouveau Kosovo (AKR)  | 7      |
| Ligue démocratique de Dardanie (LDD)   | 6      |
| Ligue démocratique du Kosovo (LDK)     | 4      |
| Alliance pour le futur du Kosovo (AAK) | 4      |
| Parti réformiste (ORA)                 | 1      |

Begzad Sinani, membre du PDK, a élu maire de la commune/municipalité.

## Économie
L'activité principale de la commune/municipalité est l'agriculture.

## Tourisme
Sur le territoire de Kamenicë/Kosovska Kamenica se trouve le monastère orthodoxe serbe d'Ubožac ; situé à Moçare/Močare, il a été construit au XIVe siècle et figure sur la liste des monuments culturels d'importance exceptionnelle de la république de Serbie.
Sites archéologiques
- la forteresse de Gradina à Kamenicë/Kosovska Kamenica (Préhistoire ; IVe-VIe siècles)[5]
- la forteresse de Gradina à Kopernicë/Koprivnica (Préhistoire ; IVe-VIe siècles)[5]
- le site archéologique d'Ordina à Karaçevë e Epërme/Gornje Karačevo (Antiquité)[6]
- le site archéologique de Topanicë/Toponica (Antiquité)[5]
- les ruines de la forteresse de Gjyrishec/Đuriševce (Antiquité)[5]
- le site archéologique de Krilevë/Kriljevo (Antiquité)[5]
- les ruines de la forteresse de Kranidell/Krajnidel (Antiquité)[5]
- les vestiges d'une nécropole à Hogoshtë/Ogošte (Antiquité tardive)[7]
- la nécropole proto-slave de Koretin (IXe-Xe siècles)[8]

Monument culturel à Kamenicë/Kosovska Kamenica
- l'église Saint-Nicolas (XIXe siècle)[9]

Monuments culturels dans la commune/municipalité
- le monastère de Tavnica à Ajnovce/Hajnoc (XIVe siècle)[10]
- l'église de la Présentation-de-la-Mère-de-Dieu de Vaganesh/Vaganeš (1354-1355)[11]
- l'église Saint-Jean de Berivojcë/Berivojce (XIVe et XVe siècles)[12]
- la tekke de Sheh Zenel Abedini à Topanicë/Toponica (XVIIIe siècle)[13]
- l'église de la Mère-de-Dieu de Donje Korminjane/Kormnjan i Poshtëm (XVIIIe siècle ou début du XIXe siècle)[14]
- la mosquée de Zhujë/Žuja (1816)[5]
- la maison de Demush Feriz à Zhujë/Žuja (XIXe siècle)[5]
- la maison de Syla Hasku à Kremenatë/Kremenata (1820)[5]
- la mosquée de Vriqec/Vrućevce (1826)[5]
- l'église des Saints-Archanges de Veliko Ropotovo/Ropotovë e Madhe (XIXe siècle)[15]
- la maison de Rahim Sadiku à Gjyrishec/Đuriševce (XIXe siècle)[5]
- la mosquée de Krilevë/Kriljevo (1846)[5]
- la maison de Hamdi Demoll à Krilevë/Kriljevo (XIXe siècle)[5]
- la maison de Abdyl Cakoll à Krilevë/Kriljevo[5]
- la maison commémorative de Kadri Zeka à Poliçkë/Polička (XIXe siècle)[5]
- la maison de Lot Vaku à Poliçkë/Polička (XIXe siècle)[5]
- la mosquée de Mešina/Meshinë (1886)[5]
- la mosquée de Tugjec/Tuđevce (1890)[5]
- la tour-résidence de Tahir Gagica à Velegllavë e Epërme/Veljeglava (1920)[5]
- la maison de Hamdi Arif Rashi à Velegllavë e Epërme/Veljeglava (XXe siècle)[5]
- la mosquée de Hogoshtë/Ogošte (1885)[5]
- le barrage de Hogoshtë/Ogošte (1950)[5]
- un moulin à Hogoshtë/Ogošte[5]
- la mosquée de Kranidell/Krajnidel (1928)[5]
- la mosquée de Busovatë/Busovata (1938)[5]
- la maison de Mulla Sherif à Strezoc/Strezovce[5]
- un moulin à Shipashnicë e Epërme/Gornja Šipašnica[5]

## Personnalités
- Tina Ivanović (née en 1983), chanteuse